# Darin Johnson
Darin Johnson, né le 21 janvier 1995, à Sacramento, en Californie, est un joueur américain de basket-ball. Il évolue au poste d'arrière.